# Deisenhofen (Oberhaching)

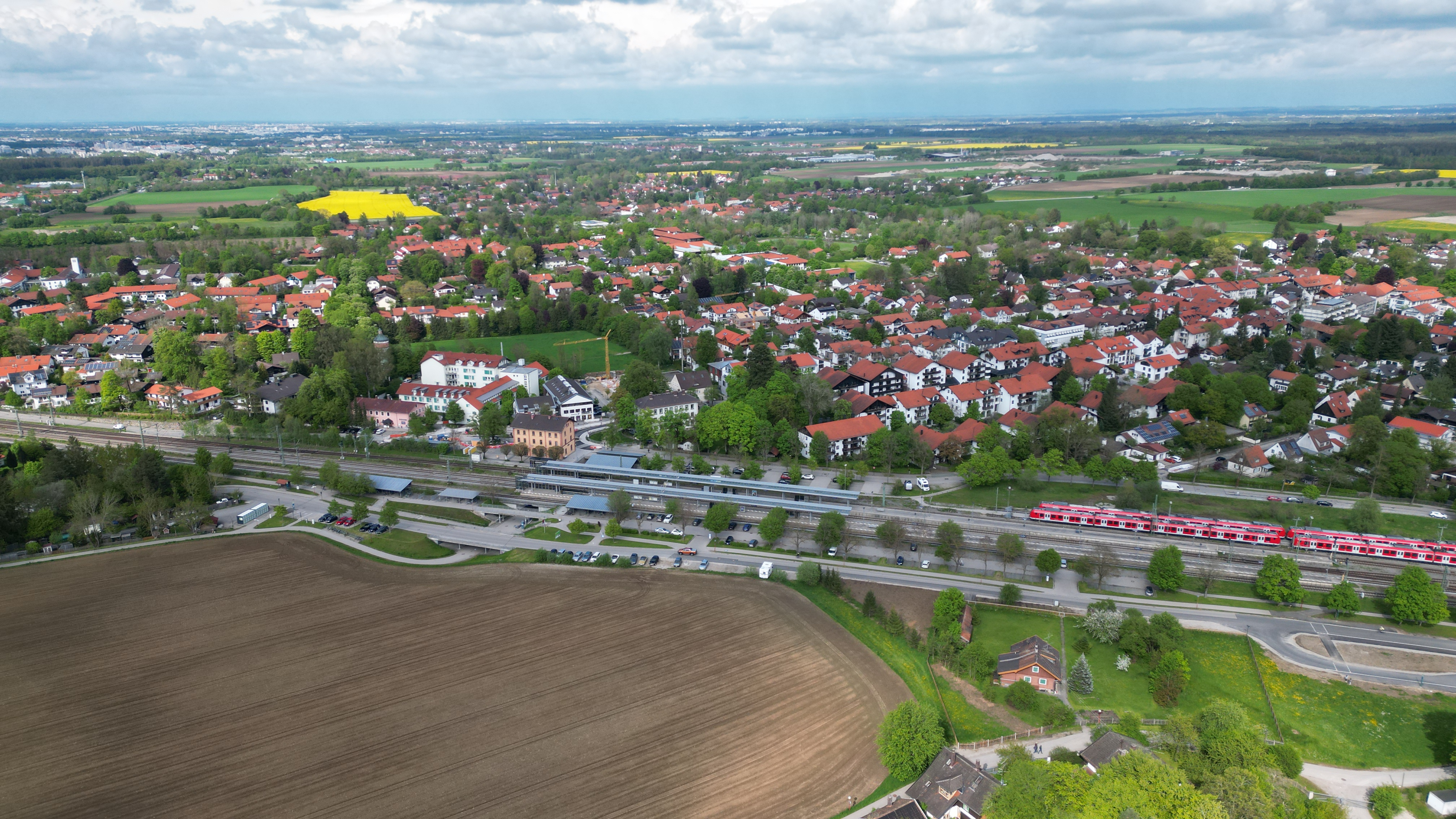
Deisenhofen aus der Luft

Deisenhofen ist ein Ortsteil der oberbayerischen Gemeinde Oberhaching im Landkreis München.

## Geographie
Das Pfarrdorf liegt direkt südlich des Ortsteils Oberhaching am Nordende des Gleißentals auf einer Höhe von 595 m. In dem Ort tritt das durch das Gleißental fließende Grundwasser zutage und bildet den Hachinger Bach.

## Geschichte
Deisenhofen wird zuerst im 11. Jahrhundert urkundlich erwähnt, als Tisinhova. Der Name bezieht sich auf die Höfe des Tiso, bei dem es sich wahrscheinlich um einen ausgesiedelten Oberhachinger Grundbesitzer aus dem 9. Jahrhundert gehandelt hat.
Bei der Gemeindebildung nach dem Gemeindeedikt von 1808 kam Deisenhofen gemeinsam mit Furth und Laufzorn zu der Gemeinde Oberhaching.

## Sehenswürdigkeiten
- Bahnhof Deisenhofen
- Postamt Deisenhofen
- Wasserturm

## Sport
Die Futsal-Mannschaft des FC Deisenhofen spielt in der Futsal-Regionalliga Süd, der höchsten Futsal-Spielklasse in Deutschland. Die Fußballmannschaft tritt in der fünftklassigen Bayernliga an.